# Himne de la Unió Soviètica
L'himne nacional de la Unió Soviètica (Rus: Гимн Сове́тского Сою́за, Guimn Sovétskogo Soiuza) va substituir La Internacional com a himne nacional el 15 de març de 1944. La lletra va ser escrita per Serguei Mikhalkov en col·laboració amb Gabriel El-Reguistan i la música va ser composta per Aleksandr Aleksàndrov (entre els compositors als que es convidà a la creació de l'himne trobem a Lev Knipper). Es pensava que un himne dedicat només a la Unió Soviètica obtindria una millor resposta per part dels soldats soviètics que un himne internacional. La cançó va ser escrita originalment en versos alexandrins per Vassili Lébedev-Kumatx el 1939 i anomenada «himne del partit bolxevic».
Stalin era mencionat a la lletra de l'himne originalment, però després de la seva mort el 1953 aquesta menció va esdevenir inacceptable. En conseqüència des d'aquest moment fins al 1977 l'himne es reproduïa sense lletra. El 1977, Mikhalkov va esmenar-ne la lletra per ometre el nom de Stalin, a part d'altres canvis (vegeu a sota). El nom oficial de la versió del 1977 era «himne estatal de la unió de repúbliques socialistes soviètiques» (en rus: Госуда́рственный гимн Сою́за Сове́тских Социалисти́ческих Респу́блик; Gosudàrstvenni Guimn Soiuza Sovétskikh Sotsialistítxeskikh Respúblik).
Després del col·lapse de la Unió Soviètica, el 1991 Rússia va adoptar un nou himne nacional, però l'any 2000 l'himne soviètic va ser readoptat, Mikhalkov va escriure una nova lletra per representar la naturalesa no comunista de Rússia.

## Versió del1977

### Lletra oficial
| Rus 1. Союз нерушимый республик свободных Сплотила навеки Великая Русь. Да здравствует созданный волей народов Единый, могучий Советский Союз! ПРИПЕВ: Славься, Отечество наше свободное, Дружбы народов надёжный оплот! Партия Ленина — сила народная Нас к торжеству коммунизма ведёт! 2. Сквозь грозы сияло нам солнце свободы, И Ленин великий нам путь озарил: На правое дело он поднял народы, На труд и на подвиги нас вдохновил! ПРИПЕВ 3. В победе бессмертных идей коммунизма Мы видим грядущее нашей страны, И Красному знамени славной Отчизны Мы будем всегда беззаветно верны! ПРИПЕВ | Transliteració 1. Soiuz neruiximi respúblik svobódnikh Splotila naveki Velíkaia Rus! Da zdràvstvuiet sózdanni vólei naródov Iedini, mogutxi Sovetski Soiuz! TORNADA: Slàvsia, Otétxestvo naixe svobódnoie, Drujbi naródov nadiojni oplot, Pàrtia Lénina — sila naródnaia Nas k torjestvú kommunizma vediot! 2. Skvoz grozi sialo nam solntse svobodi, I Lenin veliki nam put ozaril: Na pràvoie delo on pódnial narodi, Na trud i na pódvigui nas vdokhnovil! TORNADA 3. V pobede bessmértnikh idei kommunizma Mi vídim griadúsxeie nàixei straní, I Kràsnomu znàmeni slàvnoi Ottxizni Mi búdem vsegdà bezzavetno verní! TORNADA |

### Traduccions no literals
| Anglès Unbreakable Union of free-born Republics Great Russia has welded for ever to stand, Thy might was created by will of our peoples, Now flourish in unity, great Soviet Land! TORNADA: Sing to our Motherland, home of the free, Bulwark of peoples in brotherhood strong! The Party of Lenin, the strength of our peoples, To Communism’s triumph lead us on! Through tempests the sunrays of freedom have cheered us Along the new path where great Lenin did lead. To a righteous cause he raised up the peoples, Inspired them to labor and heroic deeds. TORNADA In the victory of Communism's deathless ideals We see the future of our dear Land, And to her fluttering scarlet banner Selflessly true we always shall stand! TORNADA | Català Tenaç unió de repúbliques lliures que ha unit per sempre la gran Rússia llarga vida a l'anhel del poble, unida i forta, la Unió Soviètica! TORNADA Glòria mare pàtria, per la teva llibertat, unió de pobles en gran germandat. Oh, partit de Lenin, la força del poble pel comunisme, porta'ns al triomf! El sol va lluir, rere la tempesta, i el pròcer Lenin il·luminà el camí, alçà tots els pobles en causa justa, Al treball i a les fites ens inspirà! TORNADA En la victòria d'un món comunista, veiem el futur del nostre país. I a la bandera roja, flamejant, per sempre, lleials serem! TORNADA |

## Versió del1944

### Lletra oficial
| Rus Союз нерушимый республик свободных Сплотила навеки Великая Русь. Да здравствует созданный волей народов Единый, могучий Советский Союз! ПРИПЕВ: Славься, Отечество наше свободное, Дружбы народов надёжный оплот! Знамя советское, знамя народное Пусть от победы к победе ведёт! Сквозь грозы сияло нам солнце свободы, И Ленин великий нам путь озарил: Нас вырастил Сталин - на верность народу, На труд и на подвиги нас вдохновил! ПРИПЕВ: Славься, Отечество наше свободное, Счастья народов надёжный оплот! Знамя советское, знамя народное Пусть от победы к победе ведёт! Мы армию нашу растили в сраженьях, Захватчиков подлых с дороги сметём! Мы в битвах решаем судьбу поколений, Мы к славе Отчизну свою поведём! ПРИПЕВ: Славься, Отечество наше свободное, Славы народов надёжный оплот! Знамя советское, знамя народное Пусть от победы к победе ведёт! | Transliteració Soiuz neruiximi respúblik svobódnikh Splotila naveki Velíkaia Rus! Da zdràvstvuiet sózdanni vólei naródov Iedini, mogutxi Sovétski Soiuz! TORNADA: Slàvsia, Otétxestvo naixe svobódnoie, Drujbi naródov nadiojni oplot, Znàmia sovétskoie, znàmia naródnoie Pust ot pobedi k pobede vediot! Skvoz grozi sialo nam solntse svobodi, I Lenin veliki nam put ozaril, Nas vírastil Stalin — na vérnost narodu, Na trud i na pódvigui nas vdokhnovil! TORNADA: Slàvsia, Otétxestvo naixe svobódnoie, Sxàstia naródov nadiojni oplot, Znàmia sovétskoie, znàmia naródnoie Pust ot pobedi k pobede vediot! Mi àrmiu naixu rastili v srajéniakh, Zakhvàttxikov pódlikh s dorogui smetiom! Mi v bítvakh reixàiem sudbú pokoleni, Mi k slave Ottxiznu svoiú povediom! TORNADA: Slàvsia, Otétxestvo naixe svobódnoie, Slavi naródov nadiojni oplot, Znàmia sovétskoie, znàmia naródnoie Pust ot pobedi k pobede vediot! |

## Himne del partit bolxevic

### Versió oficial
| Rus Страны небывалой свободные дети, Сегодня мы гордую песню поём О партии самой могучей на свете, О самом большом человеке своём. ПРИПЕВ: Славой овеяна, волею спаяна, Крепни и здравствуй во веки веков Партия Ленина, партия Сталина Мудрая партия большевиков! Страну от Кремля создала на земле ты Могучую Родину вольных людей. Стоит как утёс государство Советов, Рожденное силой и правдой твоей. ПРИПЕВ Изменников подлых гнилую породу Ты грозно сметаешь с пути своего. Ты гордость народа, ты мудрость народа, Ты сердце народа и совесть его. ПРИПЕВ И Маркса и Энгельса пламенный гений Предвидел коммуны грядущий восход. Дорогу к свободе наметил нам Ленин И Сталин великий по ней нас ведёт. ПРИПЕВ | Transliteració Straní nebivàloi svobódnie deti, Segódnia mi górduiu pésniu poiom O pàrtii sàmoi mogútxei na svete, O sàmom bolxom txeloveke svoiom. PRIPEV: Slàvoi ovéiana, vóleiu spàiana, Krepni i zdràvstvui vo veki vekov Pàrtia Lénina, pàrtia Stàlina Múdraia pàrtia bolxevikov! Stranú ot Kremlià sozdalà na zemlé ti Mogútxuiu Ródinu vólnikh liudei. Stoït kak utiós gosudarstvo Sovétov, Rojdiónnoie síloi i pràvdoi tvoiei. PRIPEV Izménnikov pódlikh gniluiu porodu Ti grozno smetàieix s putí svoiegó. Ti górdost naroda, ti múdrost naroda, Ti serdtse naroda i sóvest iegó. PRIPEV I Marksa i Énguelsa plàmenni gueni Predvídel kommuni griadusxi voskhod. Dorogu k svobode namétil nam Lenin I Stalin veliki po nei nas vediot. PRIPEV |

## Himnes nacionals de Rússia i la Unió Soviètica
- 1791-1833: no-oficial Гром победы, раздавайся! (Grom pobedi, razdavàisia!) ("Que soni el tro de la victòria!") i el God Save the King anglès.
- 1833-1917: Боже, Царя храни! (Boje, Tsarià khraní!); Deu salvi al Tsar.
- 1917: Отречёмся от старого мира (Otretxómsia ot stàrogo mira), versió russa de La Marsellesa.
- 1922-1943: La Internacional, adoptat com el primer himne nacional de la Unió Soviètica.[3]
- 1944-1992: Himne nacional de la Unió Soviètica; en 1977 va patir una petita modificació per treure el nom de Stalin.
- 1991-2000: Патриотическая песня (Patriotítxeskaia pésnia), sense lletra; en 1999 es va organitzar un concurs per afegir-li lletra, però aquest text no va esdevenir oficial, donat que el nou president Vladímir Putin va canviar l'himne un altre cop, per demanda popular.
- 2001-: L'antic himne de la Unió Soviètica però amb la lletra modificada.

## Cultura popular
L'himne apareix prominentment a la pel·lícula de 1990 La caça de l'Octubre Roig, amb els operadors nord-americans de radar del USS Dallas sentint cantar a la tripulació del submarí "Octubre Roig" després que haguessin engegat el motor silenciós del submarí.
També apareix a la pel·lícula Rocky IV, just abans del combat entre Rocky Balboa i Ivan Drago a Moscou. Curiosament, la lletra feta servir en aquesta pel·lícula era la de la versió prèvia de l'himne (la de 1944), això és un error evident donat que el film estava ambientat i rodat a la dècada de 1980.
Igualment, també apareix a la pel·lícula Air Force One, cantada en el moment en què, un cop segrestat l'AF1, és alliberat, en contrapartida, un coronel rebel de l'Exèrcit rus.

## Multimèdia
Podeu descarregar diverses versions de l'himne de la Unió Soviètica:
- versió amb lletra de 1944 (?·pàg.) Per l'orquestra de l'Exèrcit Roig.
- versió amb lletra de 1977 (?·pàg.) Pel cor i l'orquestra del Teatre Bolxoi.
- versió instrumental (?·pàg.) Per la banda de la marina dels Estats Units.